# Mosler MT900S
Mosler MT900S е модел на американския производител на суперавтомобили „Мослер“. Разработва се от 2003 година и от юни 2005 може да се използва по пътища, отворени за обществено ползване. Каросерията е алуминиева. Цена: $189 000 (2005).

## Технически детайли
- Собствено тегло: 998 kg
- Междуосие: 276,86 cm
- Дължина: 480 cm
- Ширина: 200 cm
- Височина: 113 cm
- Предавателна кутия: 6-степенна, механична

- Двигател: V8 на Corvette Z06
- Максимална мощност/обороти в минута: 435 к.с./5600
- Работен обем: 5700 cm³
- Ускорение 0-96,56 km/h: 3,1 s
- Ускорение 0-160,93 km/h: 9,1 s
- Спирачен път 96,56-0 km/h: ок. 30,48 m
- Максимална скорост: 305,77 km/h